# メンドーサ C-1934軽機関銃
メンドーサ C-1934軽機関銃（スペイン語: Mendoza C-1934 Ametralladora ligera）は戦間期にメキシコ合衆国で開発された軽機関銃である。

## 概要
C-1934はプロダクト・メンドーサ社のラファエル・メンドーサが、高価な外国製機関銃の代替品としてメキシコ軍向けに企画した軽機関銃で、開発は1920年代後半から行われた。
メンドーサの設計した軽機関銃は隣国アメリカ合衆国の自動小銃であるブローニングM1918（BAR）を意識して開発されたと言われているが、独立したピストルグリップを備えているにもかかわらずレシーバーの大部分が当時の一般的な小銃の様に木製銃床で覆われているなど、他の軽機関銃にはあまり見られない特徴的な外見を有していた。また、箱型弾倉もBARとは異なりZB vz.26などの様にレシーバー上部から挿入する方式であった。
1932年までに開発されたプロトタイプは同年の10月にメキシコ軍へ提出され、試験の結果信頼性は良好であるとして1933年12月にメキシコ陸軍に採用された。このモデルはB-1933またはモデルBとして知られており、翌年6月6日からはB-1933に若干の改良を施したC-1934の量産が開始された。C-1934がいつ頃まで配備されていたかは不明であるが、1948年作成のマニュアルが確認されており、第二次世界大戦終結後も暫く運用が継続されていたと考えられている。
C-1934は同年代の軽機関銃と比較して軽量かつ頑丈であり、分解も短時間で可能なことから整備性にも優れていた。また、製造コストもさして高額ではなかった。
1940年代後半には、C-1934を原型として.30-06スプリングフィールド弾に対応させるなど幾つかの仕様変更を行ったRM2軽機関銃が開発されている。

## 設計
C-1934は開発に当たってルイス軽機関銃やオチキス社製機関銃の内部構造が参考にされているが、外見はそれらとは一線を画す独特なものになっている。
作動機構にはロングストロークピストン式が採用され、弾薬は当時メキシコ軍の標準弾薬として運用されていた7x57mmモーゼル弾を使用する。弾倉はマドセン機関銃に近い湾曲した形状であり、挿入口は銃の若干右寄りに配置されていた。弾倉を固定する独立したレバーやボタンは無く、挿入口に差し込んだ弾倉を前方へ押し出すと固定され、後方へ引き下げると固定を解くことができた。排莢は銃の左側面で行われる。弾倉が銃の右寄りに配置されているため、前後の照準器は銃の軸線上に置かれている。
バレルの後半には空冷用の環状フルートが切られており、射撃中高温に達した際もバレル基部の右側にあるレバーを前方に押し出すことで固定を解き、迅速に分離・交換できる構造となっている。銃身には漏斗型の消炎器と折り畳み式の二脚、ガス圧調節バルブ付きのガスシリンダーが付属する。
コッキングハンドルは銃の左側面前方に設けられている。銃身を外した状態で、ガスピストンと一体化したボルトユニットを前方へ取り出すことができる。
射撃モードには単射と連射があり、銃の左側にあるセレクターを操作することによって切り替えることができた。このセレクターは安全装置も兼ねる。
C-1934の特に優れた点としてしばし挙げられるのが撃針の形状である。C-1934の撃針は両端が完全に対称な形状になっているため、片側の針部が折れるなどして破損した際にスペアパーツが確保できなくとも、一度分解し撃針を逆向きに付け替えることでそのまま使用が継続できた。

## 普及地域
- メキシコ - 陸軍で採用。
- キューバ - キューバ革命前後にゲリラによって使用される写真が確認できる[5]。
- スペイン - スペイン内戦時に人民戦線政府率いる共和国軍（スペイン語版）側が使用[6]。

## 登場作品

### 小説
『ハバナの男たち』
上巻に「メキシコ製のメンドーサ七ミリ軽機関銃」として登場。